# Operațiunea Furnizorul Aliat
Operațiunea Furnizorul Aliat a fost o operațiune militară navală întreprinsă de Organizația Tratatului Atlanticului de Nord cu scopul de a proteja navele Programului Alimentar Mondial. A avut loc între octombrie și noiembrie 2008, incluzând forțe ale Grupării Navale Permanente NATO-2.

## Context
90% din ajutoarele venite din partea Națiunilor Unite pentru cetățenii Republicii Federale Somalia erau aduse pe mare. Din cauza atacurilor repetate asupra acestor nave venite din partea piraților somalezi, NATO a fost rugat la 25 septembrie 2008 de către secretarul general Ban Ki-moon să apere navele Programului Alimentar Mondial, cel puțin până când misiunea Uniunii Europene va fi operațională.